# Ръстън
Ръстън (на английски: Ruston) е град в окръг Пиърс, щата Вашингтон, САЩ. Ръстън е с население от 738 жители (2000) и обща площ от 0,7 km². Намира се на 13 m надморска височина. ЗИП кодът му е 98407, а телефонният му код е 253.